# Falmouth (Antigua en Barbuda)
Falmouth is een plaats in de parochie Saint Paul in Antigua en Barbuda. In 1632 werd Falmouth gesticht als eerste nederzetting op het eiland Antigua. Het ligt ongeveer 12 km ten zuidoosten van de hoofdstad Saint John's.

## Geschiedenis
In 1632 arriveerden de eerste Britse kolonisten onder leiding van Thomas Warner op Antigua, en stichtten Falmouth. In 1666 werd de kolonie aangevallen en veroverd door de Fransen, maar werd in 1667 tijdens de Vrede van Breda teruggeven aan het Verenigd Koninkrijk. In 1668 werd Saint John's gesticht als tweede nederzetting.
Om Antigua beter te kunnen verdedigen werd in de baai ten zuiden van Falmouth, English Harbour aangelegd als marinebasis voor de Royal Navy. Ten noorden van Falmouth bevindt zich de 204 meter hoge heuvel Monk's Hill. In 1689 werd op de heuvel begonnen met de constructie van Fort George. Het fort diende zowel ter verdediging van het eiland, en als laatste toevluchtsoord voor de bevolking. Het fort was in 1715 gereed en had 30 kanonnen. Het werd nooit aangevallen, en alleen een overwoekende ruïne is overgebleven.
In 1672 werd St. Paul's Church gebouwd als eerste kerk van Antigua. De kerk werd in 1843 verwoest door een aardbeving, en de St. Barnabas Church in Liberta werd de belangrijkste Anglicaanse kerk van de parochie. In 1689 was Saint John's ongeveer dezelfde grootte als Falmouth. In 1842 kreeg Saint John's stadsrechten, en werd de hoofdstad van Antigua.
Falmouth is een dorp gebleven, maar de haven is uitgegroeid tot een van de grootste jachthavens van Antigua. Sinds 2016 staat English Harbour op de werelderfgoed van de UNESCO als onderdeel van de Scheepswerf van Antigua en verwante archeologische sites.

## Galerij

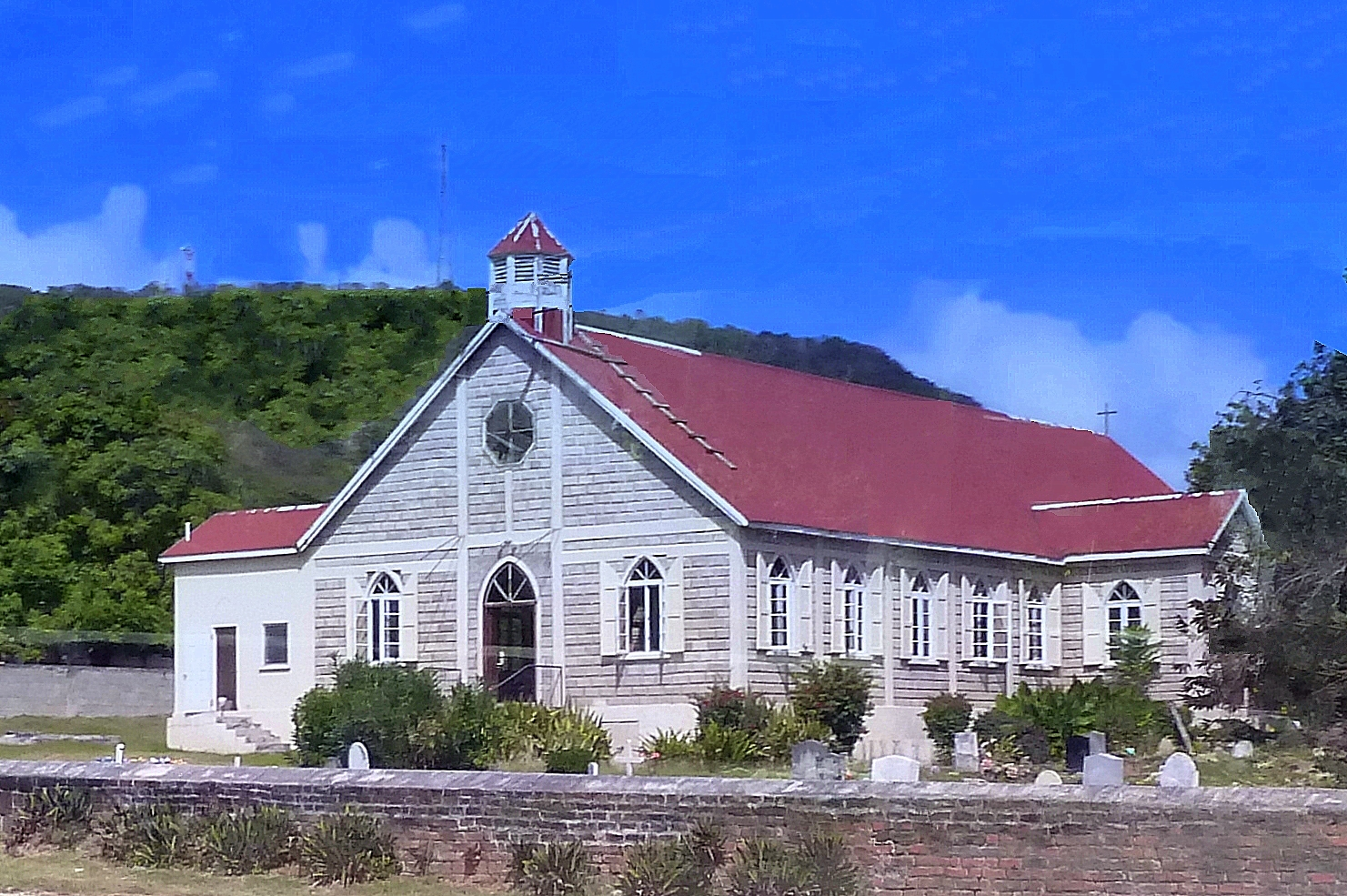
St. Paul's Church
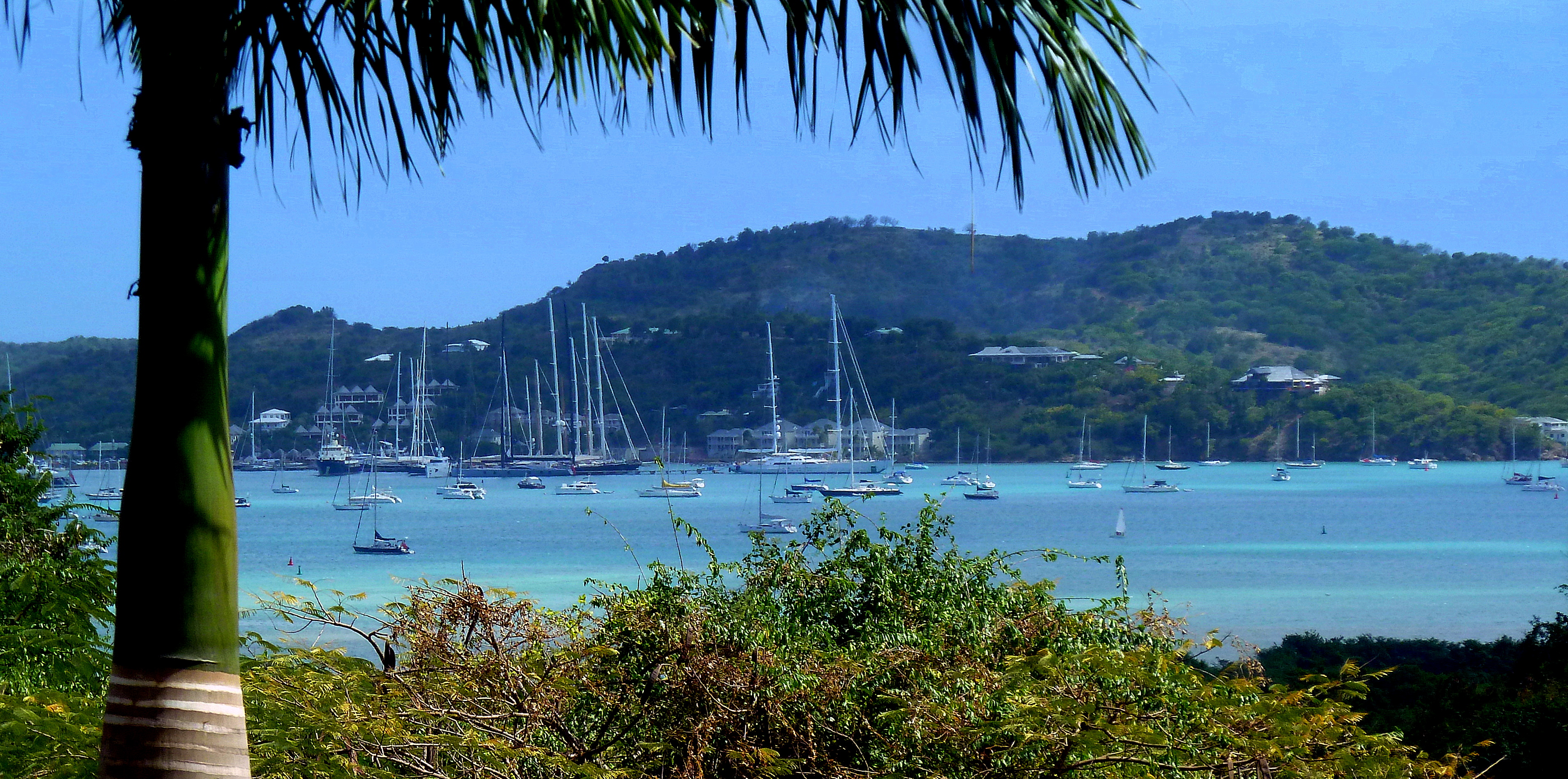
Zicht op de haven van Falmouth
Kaart van 1782. Monk's Hill ligt linksboven met daaronder Falmouth